# ヨネクラボクシングジム
ヨネクラボクシングジムは、かつて東京都豊島区目白二丁目に存在した、プロボクサー養成を主目的としたボクシングジム。運営は株式会社ヨネクラ.プロモーション。2017年8月閉鎖。

## 沿革
メルボルンオリンピック選手で、プロボクシング日本フライ級、東洋太平洋バンタム級王者の米倉健司が1963年3月に開設し、2017年8月に閉鎖するまで54年間会長を務めた。
ジムは当初、東京・大塚に「NPヨネクラジム」として開設し、1969年に目白に移転し、ヨネクラジムに名を改めた。
閉鎖するまでの54年間で5人の世界王者を生み出した。これは帝拳ジム・協栄ジム・ワタナベジムに次いで角海老宝石ジム及びヨネクラ出身の世界王者だった大橋秀行が立ち上げた大橋ジムと並んで日本プロボクシング協会加盟ジム世界王者輩出数歴代4位の記録である。さらに東洋太平洋は8人・日本王者は歴代最多の31人にのぼり「日本一のチャンピオンメーカー」の異名を謳われた。また米倉がアマチュア出身だったこともあり、アマチュア選手の育成も行った。
柴田国明が世界王者だった1970年代には、BVDの日本法人（現在の富士紡ホールディングスとは違う会社）がスポンサーにつき「BVDヨネクラボクシングジム」という名称だった時期がある。
米倉は以前から「ジム経営は自分一代限り」と明言し、2017年4月、自身の年齢や体調等を理由に同年8月末をもってジムを閉鎖することを発表、同年8月31日の最終日には成田城健（元日本ライト級王者）、西澤ヨシノリ（元日本ミドル級王者）らジムOBも駆けつけて最後の練習を見守り、ジムの歴史に幕を下ろした。ヨネクラ.プロモーションは清算手続に入り、2018年5月28日に法人格が消滅した。

## 概要
選手の性格に合ったボクシングスタイルを見つけ、育てることを信条としていた。ただし、一方では大多数の練習生がいることから実際には一人一人をみていないこともあるといわれており、畑山隆則も最初は所属していたが構ってもらえなかったことによりヨネクラジムを離れたという。

## 選手

### ジム出身世界王者
- 柴田国明（WBCフェザー級、WBA・WBCスーパーフェザー級）
- ガッツ石松（WBCライト級）
- 中島成雄（WBCライトフライ級）
- 大橋秀行（WBA・WBCミニマム級）
- 川島郭志（WBCスーパーフライ級）

### 在籍した主な選手（世界王者以外）
- 大山茂
- 佐藤達夫
- 川島利彦
- 林守（元日本ジュニアライト級王者）
- 東海林博（元日本ジュニアライト級、ジュニアウェルター級王者）
- 千葉信夫（元日本フェザー級、元OPBF東洋太平洋同級王者）
- 清水精（元日本ジュニアフェザー級王者）
- 辻本章次（元日本ウェルター級王者）
- 岡野正治（元日本ジュニアフェザー級王者）
- 岩本弘行（元日本ジュニアフェザー級王者）
- 吹打竜（本名・原田達実、元OPBF東洋太平洋ジュニアライト級王者）
- 石垣仁（元日本バンタム級王者）
- 成田城健（元日本ライト級王者）
- 友伸ナプニ（元日本フェザー級王者）
- 宮田賢二（元日本ミドル級王者）
- 田中敏之（元日本フェザー級、元日本ジュニアライト級王者、移籍先でライト級王座を獲得）
- 小林裕幸（元日本フェザー級王者）
- ヨネクライコニ（元日本ジュニアライト級王者）
- 東條信次（元日本ミドル級王者）
- 中島俊一（元日本ジュニアバンタム級王者）
- 山本義広（元日本ジュニアウェルター級王者）
- 古城賢一郎（元日本ジュニアライト級王者）
- 松本好二（元日本フェザー級、元OPBF東洋太平洋同級王者）
- 瀬川設男（ソウル五輪日本代表。元日本バンタム級、元日本スーパーバンタム級王者）
- 松島二郎（元日本バンタム級王者）
- 永瀬輝男（元日本ウェルター級王者）
- 北野隼（元日本ライトフライ級王者）
- クレイジー・キム（元OPBF東洋太平洋・元ABCO・元日本スーパーウェルター級王者など全6王座獲得）
- 大曲輝斎（元日本ウェルター級王者）
- 山口裕司（OPBF東洋太平洋ウェルター級王座獲得後に移籍）
- 西澤ヨシノリ（元OPBF東洋太平洋スーパーミドル級・ライトヘビー級王者、元日本ミドル級王者）
- 保住直孝（元OPBF東洋太平洋・日本ミドル級王者、JBCからライセンス無期限停止処分後にBOXFIGHT参戦）
- 嶋田雄大（元日本ライト級王者）
- 松本晋太郎（元OPBF東洋太平洋スーパーミドル級王者）
- 出田裕一（閉鎖に伴い三迫ジム移籍し日本スーパーウェルター級王者）
- 宮原雄一 (実業家•プロライセンス取得)
- 小谷敦子 (JBCが女子ボクシング認可以前に、日本女子ボクシング協会参戦)
- 溜田剛士（閉鎖の9日前に最後の所属ボクサーの公式戦として日本フェザー級初代ユース王座決定戦を制し、閉鎖に伴い大橋ジム移籍）
- 市川次郎（ヘビー級ボクサー）
- 土居伸久（日本スーパーバンタム級タイトル2度、ABCOスーパーフェザー級タイトル1度挑戦）
- 佐藤要介

### 他の格闘技で活躍の練習生
- 高桑雅彦
- 魔裟斗[7]（キックボクシングへ転向）
- たけむら光一（IBF日本で活動）

## 関連画像

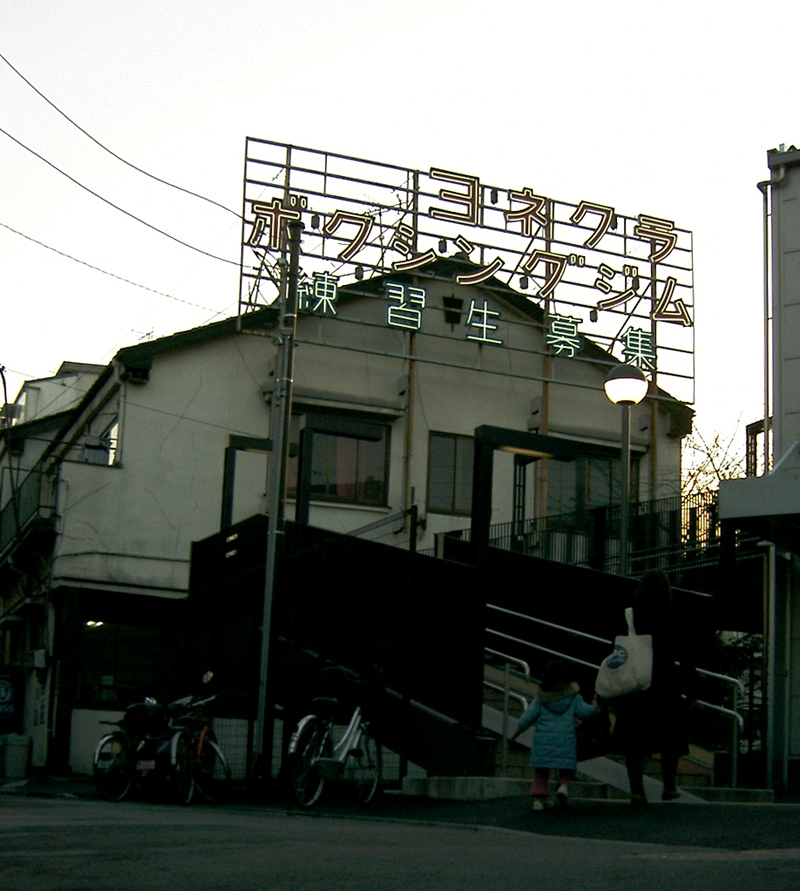
ジム外観
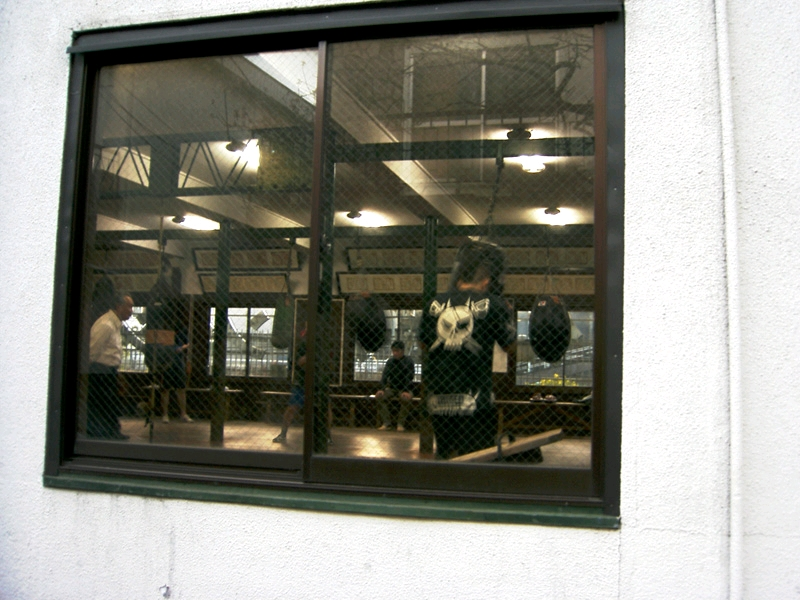
練習風景